# Hadena mista
Hadena mista är en fjärilsart som beskrevs av Otto Staudinger 1889. Hadena mista ingår i släktet Hadena och familjen nattflyn. Inga underarter finns listade i Catalogue of Life.